# Julio de Grazia
Julio de Grazia (Buenos Aires, 14 de julio de 1929 - ibídem, 18 de mayo de 1989) fue un destacado actor y director de cine argentino. Apareció generalmente en roles coprotagónicos y secundarios, participando en varias de las películas más icónicas del cine argentino. Filmó más de 60 películas, y su hermano fue el también actor Alfonso De Grazia.
Entre sus interpretaciones más conocidas se encuentra su protagónico en la película de culto La parte del león (1978), y su coprotagónico como Jorgue Musicardi en el clásico Esperando la carroza (1985).

## Biografía

### Juventud
Julio de Grazia nació en la Ciudad de Buenos Aires en 1929, en el seno de una familia de artistas. Junto a su hermano menor Alfonso De Grazia, salían a cazar desde muy jóvenes con su padre. Julio deseaba actuar desde muy joven, y en 1953 egresó del Conservatorio Nacional de Arte Dramático, para luego integrar el elenco del director Pedro Escudero. Su hermano Alfonso decidió seguir los pazos de Julio y también fue actor.

### Carrera
En el cine se destacó en varias películas que se han vuelto clásicos de la filmografía argentina, como La parte del león (1978), Tiempo de revancha (1981), Plata dulce (1982), El arreglo (1983) y Esperando la carroza (1985). También se hizo conocido para las generaciones más jóvenes (en especial niños y adolescentes) durante la década de 1980 por su personaje de «Mojarrita» en la saga de películas de acción y humor de Los Superagentes.
Trabajó junto a su hermano menor Alfonso de Grazia en la película de culto Detrás de la mentira (1962), dirigida por Emilio Vieyra. La misma es protagonizada por Alfonso de Grazia, y Julio interpreta un rol secundario.
Dirigió dos películas (donde también actuó como coprotagonista): Susana quiere, el negro también! (1987), con Alberto Olmedo y Susana Traverso, y la sexta entrada en la saga de películas de Los Superagentes, Los superagentes no se rompen (1979). También realizó numerosas obras de teatro, entre ellas ¡Diferentes!, Romeo, Julieta y el tango, La alondra y ¡Qué pequeño era mi mundo!, entre otras, siendo todas ellas taquilleras; de hecho, Julio de Grazia se definía a sí mismo como "un obrero del teatro".

### Suicidio
El 15 de mayo de 1989, luego de las elecciones presidenciales efectuadas el día anterior y tras una profunda crisis depresiva, de Grazia se disparó en la frente y terminó agonizando tres días en el Hospital Juan A. Fernández. El periodista Guillermo Blanc afirmó que de Grazia había manifestado públicamente que se suicidaría si Carlos Menem ganaba las elecciones a presidente, cosa que finalmente ocurrió; sin embargo, nunca pudo confirmarse o esclarecerse con certeza el motivo que llevó al actor a quitarse la vida.
Tras tres días en terapia intensiva, Julio de Grazia falleció el 18 de mayo del mismo año. Sus restos descansan en el Panteón de Actores del Cementerio de la Chacarita.

## Filmografía

### Cine
- Eversmile, New Jersey (1989), Dr. Ulises Calvo, dentista de la Patagonia
- Ojos azules (1989), Von Elz
- Billetes, billetes... (1988)
- El profesor punk (1988), Mojarrita
- Susana quiere, el negro también! (1987), La Culi
- Los dueños del silencio (1987), Mozo
- The Stranger (inédita - 1986), Jay
- Los superagentes contra los fantasmas (1986)
- Correccional de mujeres (1986), Francisco
- Tacos altos (1985), Cacho
- Sucedió en el internado (1985), Jardinero
- Esperando la carroza (1985), Jorge Musicardi
- El juguete rabioso (1984)
- Todo o nada (1984), Natalio Vitale
- En retirada (1984), Julio
- Titanes en el ring contraataca (1984)
- El hombre que ganó la razón (no estrenada comercialmente - 1984)
- No habrá más penas ni olvido (1983), Agente García
- Se acabó el curro (1983)
- El desquite (1983), Bermúdez
- Superagentes y titanes (1983), Mojarrita
- El arreglo (1983)
- Plata dulce (1982) Rubén Molinuevo
- Los pasajeros del jardín (1982)
- Últimos días de la víctima (1982), Carlos Ravenna
- Abierto día y noche (1981)
- Tiempo de revancha (1981) , Larsen
- Los Parchís contra el inventor invisible (1981)
- Los superagentes y la gran aventura del oro (1980), Mojarrita
- Tiro al aire (1980)
- Los superagentes contra todos (1980), Mojarrita
- Las muñecas que hacen ¡pum! (1979), Tony Esperanzato
- La aventura de los paraguas asesinos (1979), Mojarrita
- Los superagentes no se rompen (1979), Mojarrita
- La fiesta de todos (1978)
- La parte del león  (1978), Bruno Di Toro
- Con mi mujer no puedo  (1978)
- Los superagentes y el tesoro maldito (1977), Mojarrita
- Los superagentes biónicos (1977), Mojarrita
- Hay que parar la delantera (1977), Tonzio
- La aventura explosiva (1976), Mojarrita
- No toquen a la nena (1976)Bambi
- Los chiflados dan el golpe (1975)
- La super, super aventura (1975), Mojarrita
- Minguito Tinguitela Papá (1974)
- La gran aventura (1974) Julio-Hércules
- Hipólito y Evita (1973)
- Yo gané el prode... y Ud.? (1973)
- Los caballeros de la cama redonda (1973)
- Las ruteras (1968)
- Psexoanálisis (1968)
- Convención de vagabundos (1965)
- La chacota (1963)
- Testigo para un crimen (1963), Romero
- La fin del mundo (1963)
- La cigarra no es un bicho (1963)
- Detrás de la mentira (1962), Hermano de Amanda
- Los que verán a Dios (1961)
- Las apariencias engañan (1958)
- Pobre pero honrado (1955)
- El millonario (1955)
- El cura Lorenzo (1954)
- Días de odio (1954)

### Televisión
- La bonita pagina (1989)
- Stress (1988)
- Vínculos (1987)
- Los Gringos (1984) (miniserie)
- Ruggero (1984)
- Un departamento de comedia (1981 - 1982), Ulloa
- Polémica en el bar (1980 - 1981)
- Operación Ja-Ja (1967)
- Los vecinos (1966)
- Llegan parientes de España (1965)
- El soldado Balá (1964)
- 1964/1968- "Disparate Sociedad Anónima "
- Yo soy porteño (1963)

### Director
- Susana quiere, el negro también! (1987)
- Los superagentes no se rompen (1979)